# Neue Heiligkreuz-Jahrbücher
Die Neuen Heiligkreuz-Jahrbücher, auch Jahrbücher der Krakauer Küster (polnisch Rocznik świętokrzyski nowy oder Rocznik mansjonarzy krakowskich), sind eine Sammlung von lateinischen Texten aus dem Übergang des 14. zum 15. Jahrhundert. Sie wurden 1864 von Wilhelm Arndt in der Russischen Nationalbibliothek entdeckt und von ihm und Richard Roepell sodann in den Monumenta Germaniae Historica veröffentlicht. Ihren Namen verdanken sie ihrem langjährigen Aufbewahrungsort im Heiligkreuz-Kloster. Die polnischen Historiker Jan Dąbrowski und Gerard Labuda gaben ihnen den zweiten Namen, da sie davon ausgingen, dass die Jahrbücher im Umfeld der Küster der Wawelkathedrale entstanden sind. Da die Jahrbücher mit dem Tod von Hedwig von Anjou enden und dann mit den frühen Jagiellonen fortgesetzt werden, werden sie gelegentlich auch Jahrbücher von Anjou-Jagiello (polnisch Rocznik andegaweńsko-jagielloński) genannt.

## Geschichte
Die Alten Heiligkreuz-Jahrbücher entstanden wahrscheinlich in Krakau. Im 15. Jahrhundert wurden sie im Kloster Heiligkreuz verwahrt. In der Mitte des 18. Jahrhunderts befanden sie sich in der Warschauer Załuski-Bibliothek und wurden mit ihrem Bestand nach Sankt Petersburg als Beute verbracht. Mit dem Friedensvertrag von Riga kamen sie 1921 wieder nach Polen und wurden in der Polnischen Nationalbibliothek verwahrt. 1939 wurden sie nach Kanada in Sicherheit verbracht und kehrten 1959 nach Polen zurück. 

## Inhalt
Die Jahrbücher orientieren sich hierbei an der Cracoviensis brevior cronica aus dem 13. Jahrhundert, die sie um weitere Informationen ergänzen. Im weiteren Teil wird ausführlich die Regierungszeit von Ludwig von  Anjou und Hedwig von Anjou behandelt. Der erste Teil endet im Jahr 1399 mit dem Tod Hedwigs. Eine Fortführung erfahren die Jahrbücher mit dem Großen Krieg des Deutschen Ordens gegen Polen-Litauen 1409 bis 1411 und der dynastischen Verhältnisse der Jagiellonen. Die Jahrbücher sind in 13 Abschriften erhalten, wobei sie sich in den Angaben im Zweiten Teil unterscheiden.